# 森崎了三
森崎 了三（もりさき りょうぞう、1897年（明治30年）3月23日 - 1978年（昭和53年）8月27日）は、大正から昭和期の実業家、政治家。衆議院議員。

## 経歴
兵庫県、現在の姫路市で森崎理也の長男として生まれる。1919年（大正8年）神戸高等商業学校（現神戸大学）を卒業。1936年（昭和11年）家督を相続した。
神戸商工会議所議員、兵庫県商工経済会理事、同県貨物自動車運送事業組合理事長、全国貨物自動車運送事業組合連合会理事、同監事、日本自動車輸送研究所理事長、兵庫県トラック協会長、全国通運業連盟副会長、近畿通運連絡会長、日本食堂（現日本レストランエンタプライズ）取締役、神戸トヨペット取締役、大同通運取締役社長、兵庫タイヤ販売取締役社長などを務めた。
政界では1935年（昭和10年）兵庫県会議員に選出され、同市部会議長も務めた。1942年（昭和17年）4月、第21回衆議院議員総選挙に兵庫県第1区から立候補したが落選。1946年（昭和21年）4月、第22回総選挙に兵庫県第1区から日本自由党公認で出馬して当選し、その後民主党に所属して衆議院議員に1期在任した。この間、日本自由党政調会陸運部長などを務めた。1953年の第3回参議院議員通常選挙に全国区から自由党公認で立候補したが落選した。